# 弗亞濟夫卡 (日托米爾州)
51°9′15″N 28°52′23″E / 51.15417°N 28.87306°E
弗亞濟夫卡（羅馬化：Viazivka）是烏克蘭的村落，位於該國北部日托米爾州，由科羅斯堅區的納羅季奇市鎮管轄，始建於1648年，面積1.65平方公里，海拔高度140米，2001年人口433。